# AVGP

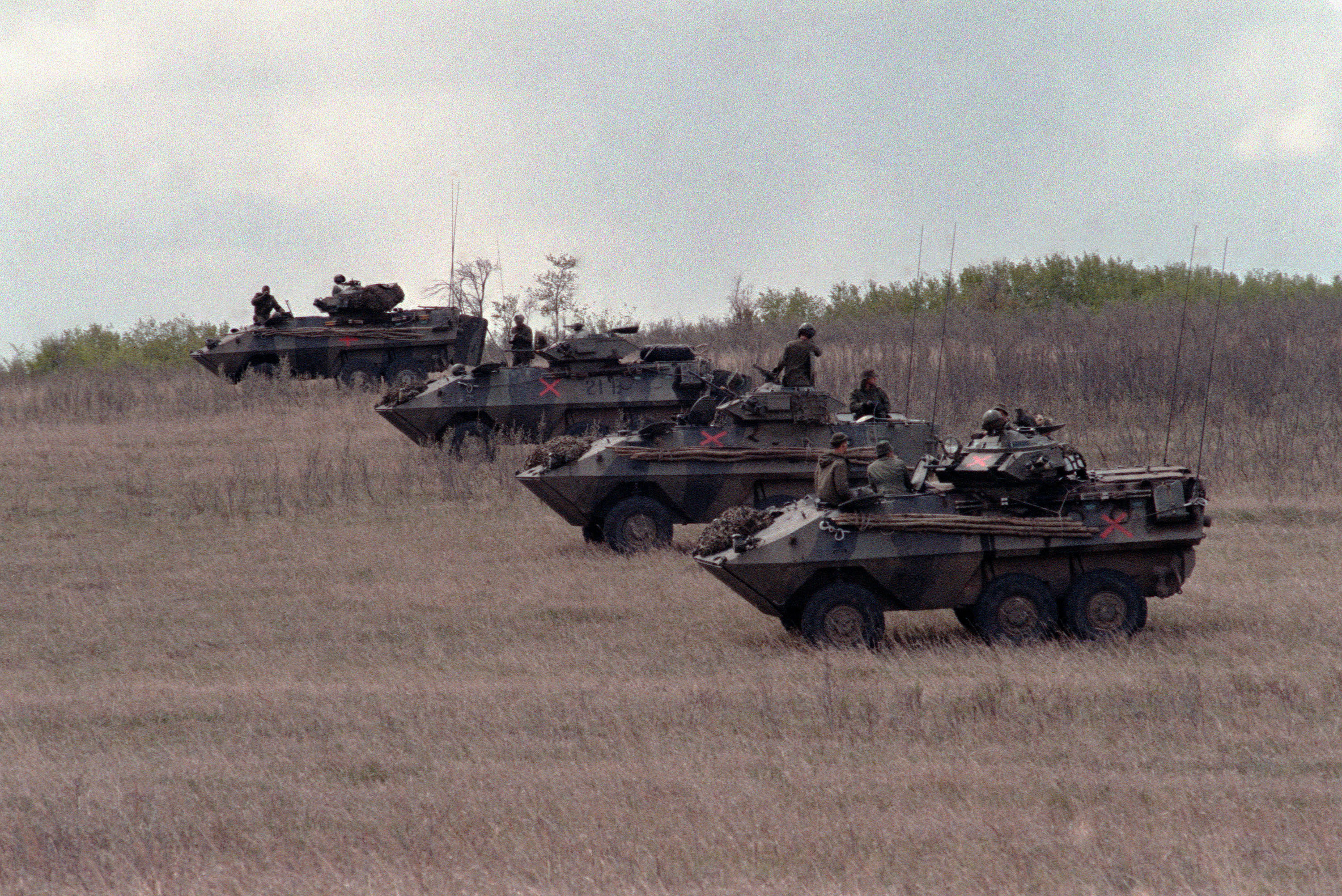
AVGP Grizzly

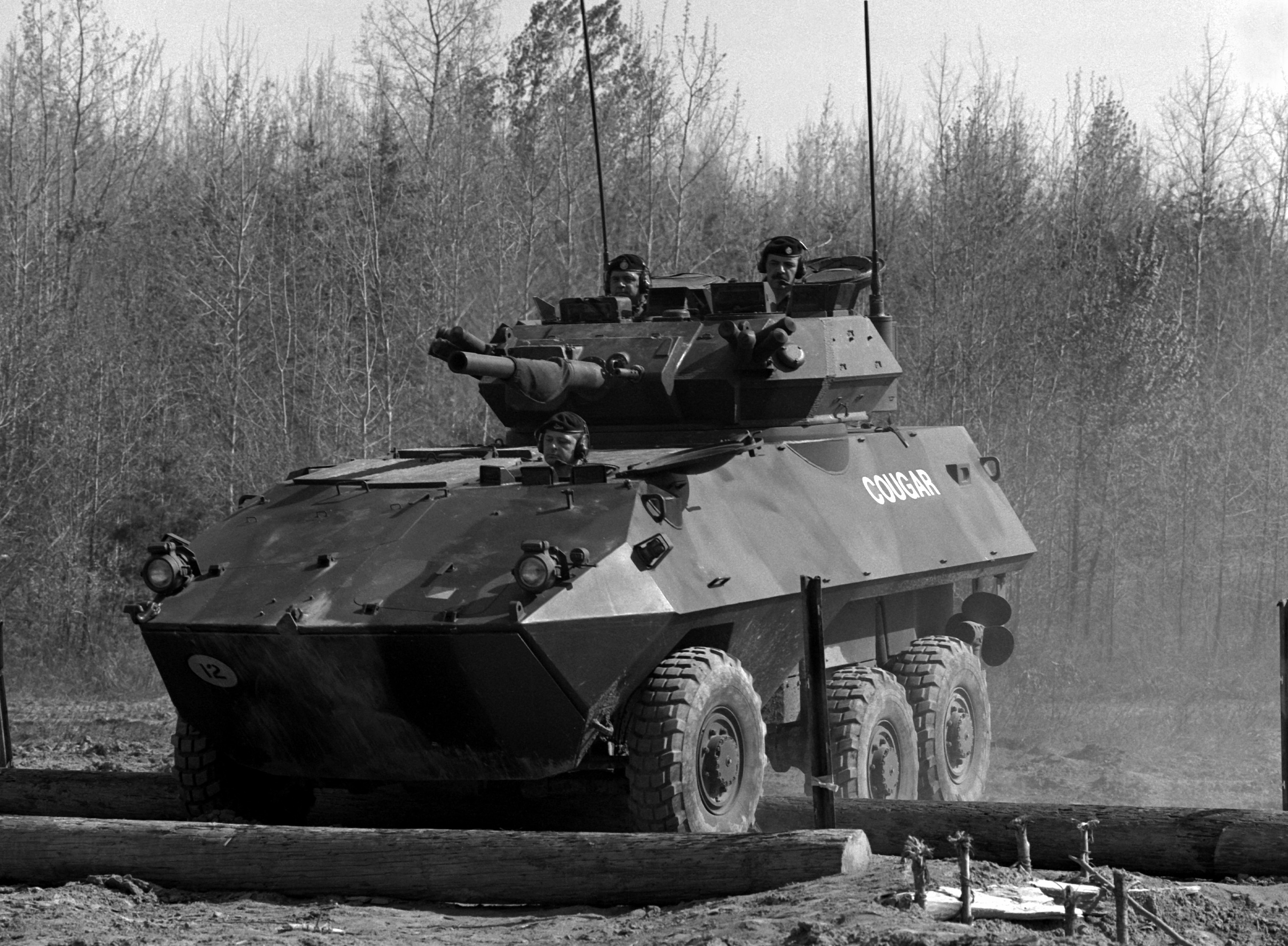
AVGP Cougar

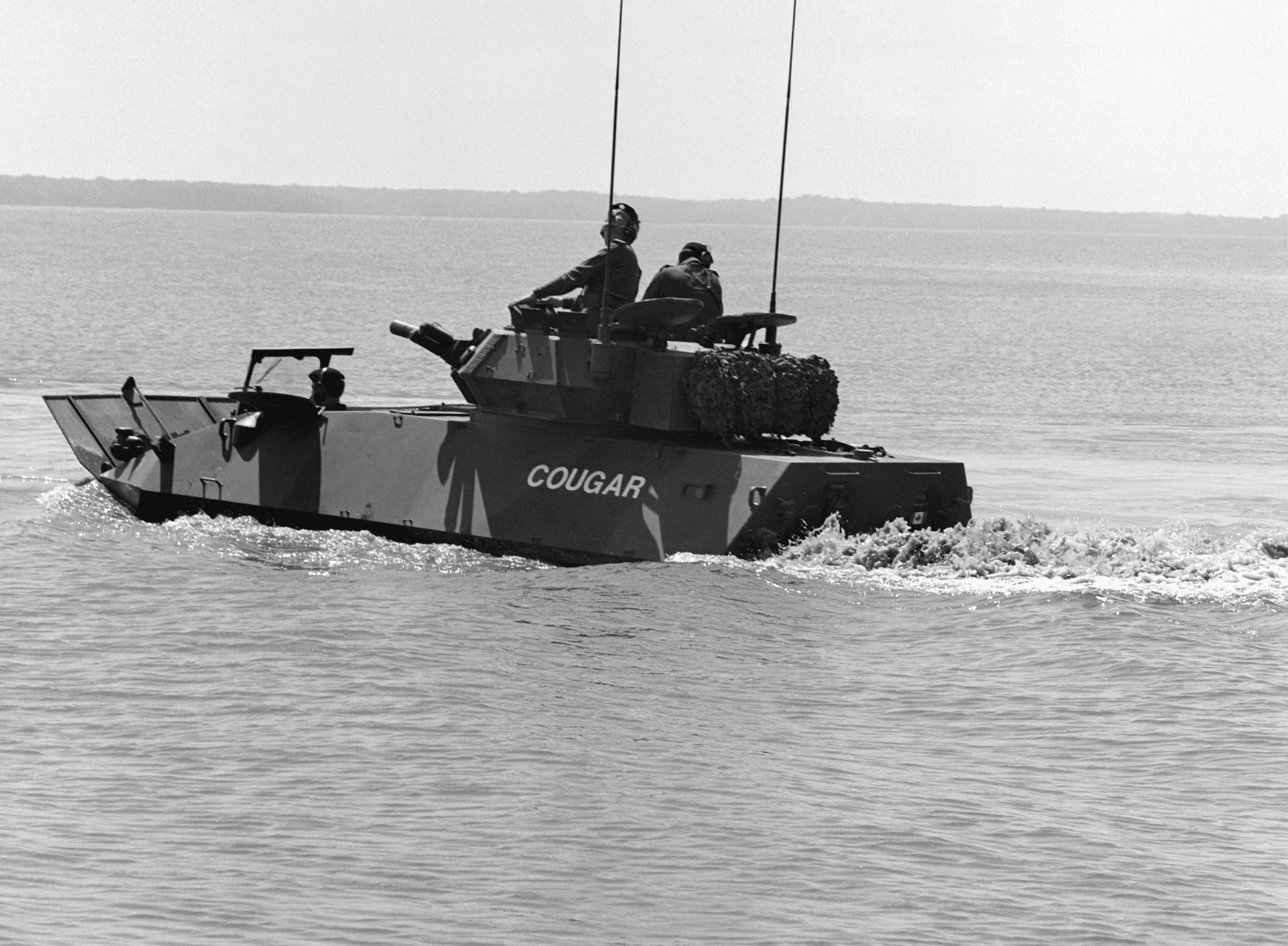
AVGP Cougar podczas pokonywania przeszkody wodnej

Armoured Vehicle General Purpose (AVGP) – rodzina kołowych wozów opancerzonych używanych przez Canadian Forces. Konstrukcja bazuje na szwajcarskim pojeździe Piranha I 6x6.

## Historia
W latach 60. w Kanadzie pojawiły się głosy, iż istnieje potrzeba posiadania mobilnego pojazdu dla żołnierzy kanadyjskich wystawianych w misjach ONZ. Do tej pory używano pojazdów M113 Lynx, jednakże używanie pojazdów gąsienicowych w czasie misji ONZ było zbędne, a koszt ich obsługi w stosunku do podobnego pojazdu kołowego był dużo wyższy. Zadecydowano o zakupie pojazdów Cadillac Gage V-100 Commando, jednakże do zakupu nie doszło.
W latach 70. rozpoczęto poszukiwania następców wycofywanych czołgów Centurion. Pojawiła się koncepcja, żeby zamiast czołgu podstawowego przyjąć na wyposażenie pojazd lżejszy, ale za to dużo mobilniejszy. Do pierwszego testu wybrano pojazdy: gąsienicowy FV101 Scorpion i kołowy Fox. W ich wyniku zrezygnowano z Scorpiona i skupiono się na kołowym pojeździe. Do następnych testów dopuszczono kolejne pojazdy kołowe (m.in. Piranha 6x6 i EE-11 Urutu). Ostatecznie wybrano pojazd firmy Mowag i rozpoczęto produkcję licencyjną.
Pojazdy AVGP wprowadzono do służby w Canadian Forces w roku 1976. W latach 90. zostały wyparte przez nowsze pojazdy tej klasy, jednakże część z nich jest używana do dziś.
W roku 2005 105 pojazdów z rodziny AVGP zostało wypożyczonych Unii Afrykańskiej do celów misji AMIS.
Pojazdy z rodziny AVGP zostały także zakupione przez Urugwaj. Początkowo 44 Cougar, a w późniejszym czasie dokupiono 98 Grizzly i 5 Husky używanych wcześniej w ramach misji AMIS.

## Konstrukcja
Napęd pojazdów AVGP stanowi silnik wysokoprężny z turbodoładowaniem Detroit Diesel 6V53T o mocy 279 KM. Pozwala on na rozwinięcie prędkości maksymalnej wynoszącej ok. 100 km/h.
Pojazdy z rodziny AVGP mają zdolności pływania. Napędem w wodzie są dwa pędniki strumieniowe.
Uzbrojenie różni się w zależności od wariantu pojazdu. AVGP uzbrajano m.in. w karabiny maszynowe C6 kal. 7,62 mm, wielkokalibrowe karabiny maszynowe kal. 12,7 mm czy armatę L23A1 kal. 76-mm.

## Warianty
Powstały trzy pojazdy z rodziny AVGP:
- AVGP Grizzly – transporter opancerzony
- AVGP Cougar – bojowy wóz rozpoznawczy
- AVGP Husky – wóz zabezpieczenia technicznego